# トーマス・スティルチェス

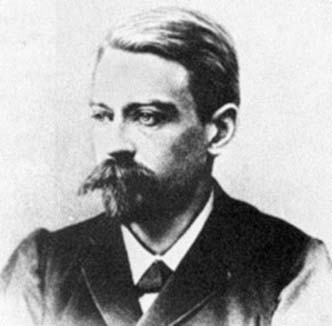
トーマス・スティルチェス

トーマス・ヨアネス・スティルチェス（Thomas Joannes Stieltjes、1856年12月29日 - 1894年12月31日）は、オランダの数学者。オーファーアイセル州ズヴォレで生まれ、フランスのトゥールーズで死去した。彼はモーメント問題の分野における先駆者であり、また連分数に関する貢献でも知られる。
彼の名を冠したトーマス・スティルチェス数学研究所がライデン大学に存在し、またリーマン・スティルチェス積分などにも名を残している。

## 経歴
スティルチェスは1856年12月29日にズヴォレで生まれた。彼の父（同名であり、区別するためにトーマス・スティルチェス・シニアと呼ばれる）は建設技師で、政治家でもあった。スティルチェス・シニアはロッテルダム周辺の港湾建設責任者を務め、オランダ国会にも議席を有していた。息子のスティルチェスは1873年にデルフト工科大学に進学したが、授業に出席せずにカール・フリードリヒ・ガウスやカール・グスタフ・ヤコブ・ヤコビの著作を読むことに時間を費やした結果、試験に落第してしまった。彼は1875年と1876年にも落第したため、父スティルチェス・シニアは落胆した。父親はヘンドリクス・ヘラルドゥス・ファン＝デ＝サンデ・バクハウゼン（en:H. G. van de Sande Bakhuyzen）の友人であったので、息子スティルチェスはライデン天文台の助手職を得ることができた。
その直後、スティルチェスはシャルル・エルミートと知り合い、彼らの親交は生涯続くものとなった。スティルチェスは当初天体力学に関する書簡をエルミートに送ったが、すぐにその内容は数学に関するものに置き換わり、彼の余暇は数学の研究に捧げられることになった。
ライデン天文台長であったファン＝デ＝サンデ・バクハウゼンは、数学の仕事により時間をかけるために観測業務をやめさせて欲しいとして1883年1月1日に提出されたスティルチェスの求めを、すぐに受け入れた。また同年5月には、スティルチェスはエリザベト・イントヴェルト（Elizabeth Intveld）と結婚した。彼女はスティルチェスが天文学から数学へと専門を変えることを後押しした。9月にはデルフト工科大学の欠員枠に応募し、それから12月まで解析幾何学と図学の講義を担当した。年末には天文台を辞職した。
1884年、スティルチェスはフローニンゲン大学の教授職に応募したが、数学での業績が不足していたため落選した。

## 研究
スティルチェスは解析学の諸分野、連分数、および数論について研究し、その業績からしばしば「連分数の解析理論の父」とも呼ばれる。
彼の業績は、ヒルベルト空間の理論へと繋がる第一歩として重要なものと考えられている。そのほかにも、不連続関数や発散級数、微分方程式、内挿、ガンマ関数、楕円関数などの研究が知られている。

## 受賞
スティルチェスは連分数に関する業績により、フランス科学アカデミーのプチ・ドルモワ賞（prix Petit d'Ormoy）を受賞した。